# Власьево (Калининский район)
Вла́сьево — деревня в Калининском районе Тверской области. Относится к Михайловскому сельскому поселению.
Расположена к северу от Твери, в 2 км к западу от села Михайловское.

## История
В XIX веке село Власьево было в составе Васильевской волости Тверского уезда Тверской губернии.
В селе Власьево была Казанская церковь. Священнослужители Казанской церкви:
- 1890 — священник Яков Лазарев
- 1890—1899 — псаломщик Николай Фаворский
- 1895—1918 — священник Николай Лебедев
- 1897—1899 — псаломщик Александр Лазарев
- 1903—1908 — псаломщик Дмитрий Троицкий
- 1909 — псаломщик Николай Ильин
- 1911 — псаломщик Александр Грязнов
- 1913 — псаломщик Николай Орлов
- 1915-1918 - исп. долж. псаломщика Михаил Николаев

В 1997 году в деревне 17 хозяйств, 27 жителей.